# フレディ・カイスペル
フレディ・カイスペル（Freddy Quispel、2000年10月23日 - ）は、オランダ・エメン出身のサッカー選手。VfBオルデンブルク所属。ポジションはFW。

## 経歴
FCエメンの下部組織出身。2019-20シーズンよりトップチームに昇格し、8月17日、エールディヴィジのSCヘーレンフェーン戦にてトップチームデビューを果たした。
2020年5月27日、VfBオルデンブルクに移籍した。

## 人物
カイスペルの実父であるホースト・カイスペルもFCエメンなどでプレーした元サッカー選手である。